# Jerzego corticicola
Espèce
Jerzego corticicola est une espèce d'araignées aranéomorphes de la famille des Salticidae.

## Distribution
Cette espèce est endémique du Sarawak en Malaisie,.

## Description
La carapace du mâle holotype mesure 2,1 mm de long et l'abdomen 2,3 mm et la carapace de la femelle paratype mesure 2,3 mm de long et l'abdomen 2,7 mm.

## Publication originale
- Maddison & Piascik, 2014 : Jerzego, a new hisponine jumping spider from Borneo (Araneae: Salticidae). Zootaxa, no 3852(5), p. 569-578.